# Pedaliodes tucca
Pedaliodes tucca är en fjärilsart som beskrevs av Otto Thieme 1905. Pedaliodes tucca ingår i släktet Pedaliodes och familjen praktfjärilar. Inga underarter finns listade i Catalogue of Life.